# Романенко, Юрий Фёдорович
Юрий Фёдорович Романенко (17 мая 1938, Челябинск — неизвестно) — советский хоккеист, защитник. Тренер.

## Биография
Воспитанник челябинского «Буревестника». Играл за местные «Авангард-2» (1954/55, первенство РСФСР) и «Буревестник» (1956/57, класс «А»). В 1957 году поступил в омский институт физической культуры. Выступал за местный «Спартак».
В 1963—1968 годах — играющий тренер курганского «Зауральца» («Труда»).
В Омске работал с клубной командой города «Волна». По ходу сезона 1974/75 возглавил омский «Шинник». В следующем сезоне клуб занял в первой лиге предпоследнее, 13-е место, и Романенко был освобождён из команды.
Работал в детской-спортивной школе, преподавал в институте физкультуры. Судьеяреспубликанской категории по хоккею.
«Рано ушел из жизни». Похоронен на Ново-Еврейском кладбище.